# Centro Esportivo Olhodagüense
Il Centro Esportivo Olhodagüense, noto anche semplicemente come CEO, è una società calcistica brasiliana con sede nella città di Olho d'Água das Flores, nello stato dell'Alagoas.

## Storia
Il club è stato fondato il 2 dicembre 1953. Ha vinto il Campeonato Alagoano Segunda Divisão nel 2011, dopo aver sconfitto il Penedense in finale, ottenendo così la promozione nell'edizione 2012 del Campionato Alagoano.

## Palmarès

### Competizioni statali
- Campeonato Alagoano Segunda Divisão: 2

2011, 2016